# Capo Nord-Ovest
Il Capo Nord-Ovest è una vasta penisola situata lungo la costa nord-occidentale dell'Australia Occidentale. La catena montuosa Cape Range corre lungo la dorsale della penisola mentre la barriera corralina Ningaloo Reef corre lungo il confine occidentale. Vi si trova la città di Exmouth.
Nel 1618, il capitano Lenaert Jacobszoon e il supercargo (supervisore del carico di merci) Willem Janszoon (il primo europeo a scoprire l'Australia), alle dipendenze della Compagnia Olandese delle Indie Orientali, sbarcarono nella zona con la nave Mauritius.
Successivamente, Phillip Parker King la visitò nel 1818, dandogli il nome di Capo Nord-Ovest e ribattezzando l'insenatura che esso contribuisce a formare nel suo lato orientale Golfo Exmouth in onore di un ufficiale di marina.
L'area è stata anche un luogo prediletto dai cacciatori di perle provenienti da Broome, che le pescavano a bordo dei loro trabaccoli, tipici velieri usati appunto per la raccolta delle perle.
Durante la Seconda guerra mondiale, la zona è stata teatro di un'operazione militare dal nome in codice Operazione Potshot.
Sempre nella penisola di Capo Nord-Ovest, è stato scoperto, nel 1953, a Rough Range, il primo giacimento di petrolio australiano dalla società WAPET.